# Бекан (Ирландия)
Бекан (англ. Bekan; ирл. Béacán) — деревня в Ирландии, находится в графстве Мейо (провинция Коннахт).